# Phrictaetypus flavoonatus
Phrictaetypus flavoonatus is een rechtvleugelig insect uit de familie sabelsprinkhanen (Tettigoniidae). De wetenschappelijke naam van deze soort is voor het eerst geldig gepubliceerd in 1953 door Willemse.